# Korrelig knotsje
Het korrelig knotsje (Typhula anceps) is een schimmel behorend tot de familie Typhulaceae. Hij leeft saprotroof en is gemeld van blad van populieren (Populus) en Fraxinus.

## Verspreiding
In Nederland komt het korrelig knotsje zeldzaam voor.